# Coroiderèmia
La coroiderèmia és una malaltia ocular hereditària que es manifesta per disminució progressiva de la visió que afecta a tots dos ulls i comença a fer acte de presència en la primera o segona dècada de la vida. Es caracteritza per afectació de dues de les estructures més importants de l'ull, la coroides i la retina.

## Història
El metge Ludwig Mauthner (1840-1894) va realitzar la primera descripció l'any 1872, i va separar aquesta entitat de la retinosis pigmentaria amb la qual amb freqüència es confon, la va anomenar coroideremia, creient que es produïa inexistència de coroides. Posteriorment es va aclarir que es tractava d'un trastorn progressiu i es va definir amb altres noms, com a atròfia coroidal progressiva o distròfia progressiva tapetocoroidal.

## Freqüència
El trastorn és poc freqüent, s'estima que existeix un cas per cada entre 50.000 i 100.000 persones.

## Genètica
Té origen genètic i transmissió recessiva lligada al cromosoma X. És causada per una mutació en el gen CHM, el qual es troba en el cromosoma X i codifica la proteïna REP-1. Les mutacions en aquest gen provoquen per mecanismes bioquímics la mort cel·lular. A causa que el gen mutat es troba en el cromosoma X, la malaltia afecta únicament a homes, les dones poden ser portadores i transmetre el mal als seus fills, però no mostren cap alteració ocular. Excepcionalment pot presentar-se la malaltia en persones del sexe femení, si tenen el gen anòmal en cadascun dels seus dos cromosomes X, per haver heretat un d'ells del pare, i un altre de la mare.

## Símptomes
Els símptomes inicials consisteixen en visió nocturna deficient (nictalopia), posteriorment el camp visual disminueix de forma progressiva i concèntrica. També és habitual l'existència de zones cegues o escotomes. Després de diversos anys d'evolució s'aconsegueix l'anomenada visió de túnel, que consisteix que únicament roman la visió central, perdent-se tota la capacitat de distingir el que està situat en la perifèria. Finalment, depenent de la persona, doncs cada cas és diferent, pot arribar-se a la fase final en la qual existeix una ceguesa completa.